# 汇川王站
汇川王站是台州市域铁路S1线的一个车站，位于中华人民共和国浙江省台州市温岭市横峰街道城西大道与宅前路交叉口北侧。该站于2022年12月28日启用。

## 车站结构
本站为路中高架三层侧式车站，主要设备用房区位于道路东侧，进出站天桥位于道路两侧。本站主体的首层为架空层，二层为站厅层，三层为站台层。

### 车站楼层
| 地上三层 | 侧式站台 | 侧式站台                                 | 侧式站台 | 侧式站台 |
|          | 一站台   | S1线 城南方向（下站：温岭第一人民医院）  |          |          |
|          | 二站台   | S1线 台州火车站方向（下站：温岭火车站）  |          |          |
|          | 侧式站台 |                                          |          |          |
| 地上二层 | 站厅     | 售票机、客服中心、商店、警务室、安检设施 |          |          |
| 地面     | 出入口   |                                          |          |          |

### 站台
本站设有两个侧式站台，位于城西大道的上空。

## 接驳交通
- 公交站点：汇川王
- 公交线路：1路（东湖公交站-火车站）、211路（松门车站-火车站）、521路（岙环停车场-火车站）、311路（箬横车站-火车站）、401路（下路廊-大溪长途车站）、微25路（医疗中心-前陈村）[4]

## 历史
本站在规划和施工阶段名为横峰站。2020年4月1日，本站顺利完成了节点验收。2022年6月29日，本站由“横峰站”更名为“汇川王站”。